# Benjamin Carrard
Pour les articles homonymes, voir Carrard.
 (octobre 2014).
Benjamin Samuel Carrard, né le 21 janvier 1730 à Orbe où il est mort le 22 octobre 1789, est un ministre protestant vaudois, qui s’est fait connaître par ses écrits tant scientifiques que juridiques.

## Biographie
Fils du pasteur Christophe Louis Carrard, Benjamin Carrard effectue ses études de théologie à l’Académie de Lausanne et obtient sa nomination au ministère du Saint-Évangile en 1753. Par la suite, il séjourne en Hollande jusqu’en 1760 en tant que précepteur. Déjà distingué par ses pairs pour « son savoir, son abondance et son jugements » en sciences naturelles, cet exil de sept années dans les Provinces-Unies lui permet de développer et de parfaire ses connaissances scientifiques auprès de professeurs réputés. Il se familiarise aussi à cette époque avec les nouvelles idées en matière économique, à un moment de l’histoire où le mercantilisme (ou colbertisme) essuie ses premières critiques et se voit peu à peu supplanté par la physiocratie, sous l’impulsion notamment de François Quesnay et de son Tableau économique. Benjamin Carrard est également influencé par la liberté religieuse et le climat de tolérance qui règnent alors dans la République hollandaise et qui lui font percevoir sous un jour moins favorable le dogmatisme oppressant de son pays d’origine.
De retour en Suisse, Benjamin Carrard obtient un poste de suffragant à Arnex et Agiez, poste qu’il abandonne d’ailleurs assez rapidement, en raison vraisemblablement d’une orthodoxie qu’il jugeait trop étroite et trop pesante. C’est alors qu’il commence à rédiger ses premiers traités scientifiques ou juridiques. La « Société hollandaise des sciences de Haarlem » et la « Société économique de Berne » dont il est un membre actif, saluent tour à tour ses travaux en les couronnant de nombreux prix. Ainsi, son Essai sur l’esprit de la législation, paru en 1765, est récompensé par la Société bernoise d’un accessit et d’une médaille. En 1770, il reçoit aussi le premier prix de la Société des sciences de Haarlem pour un mémoire intitulé : Qu’est-ce qui est requis dans l’art d’observer et jusques où cet art contribue-t-il à perfectionner l’entendement ?. Ses autres traités sont : Usage des tables météorologiques (1763), De la jurisprudence criminelle ou Essai sur la question proposée par l’illustre Société économique de Berne pour la confection d’un code criminel (1782). Ces ouvrages jouissent d’une large renommée auprès de ses contemporains et font l’objet de nombreuses rééditions.
Benjamin Carrard était, à sa mort, connu et reconnu en Suisse romande comme un « savant » et une « véritable encyclopédie vivante ».

## Sources
- ACV (Archives cantonales vaudoises), Bdd 103; Bin 142-3 et 160-3; Dn 1/1; Eb 946; ZC 4/3; ZC 6.
- Registres de la Bibliothèque publique d'Yverdon, partie I, fol. 20-1.
- François Verne, Le Voyageur sentimental ou Ma promenade à Yverdun. Neuchâtel, 1786, 216 p. (in-8), chap. XXV, p. 63.
- Régistre de la Société oeconomique d’Yverdon, correspondante de l’illustre Société oeconomique de Berne ; commencé en 1761 par Jean Daniel Bourgeois, Justicier d’Yverdon et Secretaire perpetuel de la Société. 1761-1827, 369 p. (in-4), p. 20 et 21. [L’entier de ce registre a fait l’objet d’une numérisation et peut être consulté sur le site Internet de la Bibliothèque publique d’Yverdon sous le lien :
- Bibliothèque des Sciences et des Beaux Arts. La Haye, 1754-80, 50 vol. (in-8), vol. XXXIII, Part. 2 : pour les mois d’avril à juin 1777, 487 p. (in-8), pp. 484-5.
- Ex-dono sur l’intérieur de la page de garde d’un livre ayant appartenu à Benjamin Carrard et en vente sur le site Internet de  l’Antiquarian Booksellers’Association of America (AABA) à l’adresse suivante :
- The Monthly Review or, Literary Journal. From January to June, inclusive. Londres, 1777, Vol. LVI, 586 p. (in-8), pp. 492-502.
- Johann Beckmann, Physikalisch-ökonomische Bibliothek. Göttingen, 1779, vol. X., 710 p (in-8), p. 308.
- Johannes Florentius Martinet (sous la direction de), Beredeneerd Reigister of the Hoofdzaaklyke Inhoud der Verhandelingen, die in de XXVIII Deelen van de Hollandsche Maatschappy der Weetenschappen voorkomen. Haerlem en Amsterdam, 1793, XXVIII vol. (in-4), vol. XIII-XXVIII, p. 171, 187, 192, 240.
- Dictionnaire historique de la Suisse. Publié par la Fondation Dictionnaire historique de la Suisse (DHS). Hauterive, 2002, t. 3, p. 45.
- Dictionnaire historique et biographique de la Suisse. Neuchâtel, 1921-1934, 8 vol., vol. II, p. 419.
- Le livre du recteur de l’Académie de Genève, 1559-1878. Publié sous la direction de Suzanne Sven Stelling-Michaud, Suzanne Stelling-Michaud. Genève, t. II : Notices biographiques des étudiants, A-C, 1966, p. 421.
- Frédéric Barbey, Orbe – notice historique. Vevey, 1920, p. 54 et p.60
- Charles Burnier, La vie vaudoise et la Révolution. De la Servitude à la Liberté. Lausanne, 1902, chap. IX p. 129 à 162 : Le journal de Carrard d’Orbe. Ses mariages. – son sentiment de la nature. Son fils Henry.
- Eusèbe-Henri-Alban Gaullieur, Études sur l’histoire littéraire de la Suisse romande, particulièrement dans la seconde moitié du XVIIIe siècle. Mémoire qui a obtenu le prix du Concours ouvert en 1854 par la section des Lettres de l'Institut Genevois. Genève, 1856, 318 p. (in-8), p. 109-115.
- Louis Junod, Album studiosorum Academiæ lausannensis, 1537-1837. Dressé d’après les registres officiels et d’autres documents. Lausanne, 1937, t. II [seul paru] : 1602-1837. p. 126 [No] 6194 : « Benjaminus Carrardus, Verbigenensis, studiosus theologiæ ».
- Albert de Montet, Dictionnaire biographique des Genevois et des Vaudois qui se sont distingués dans leur pays ou à l’étranger par leurs talents, leurs actions, leurs  œuvres littéraires ou artistiques, etc. Lausanne, Georges Bridel, 1877-1878, 2 vol., vol. 1, p. 124.
- Jules Ogiz, Orbe à travers les siècles. Notice historique sur la ville d’Orbe. Orbe : imprimerie René Tallichet, 1895, p. 100.
- Hans Rudolph Rytz, Geistliche des Alten Bern zwischen Merkantilismus und Physiokratie. Bâle, Stuttgart, 1971, p. 58-93
- Henry Vuilleumier, Ministres du Saint-Évangile qui ont été au service de l’Église évangélique réformée du Pays de Vaud. Rangés par ordre alphabétique des noms de famille et, dans chaque rubrique, autant que possible par ordre d’ancienneté. Avec notes biographiques et bibliographiques. Travail commencé en septembre 1906, remis au net et transcrit dans ce registre à partir de septembre 1922, pour servir de complément et de contrepartie à la liste des pasteurs par ordre alphabétique des paroisses. BCUD, Dpt des manuscrits, IS 4511/1.